# Далад
40°23′56″ пн. ш. 110°00′41″ сх. д. / 40.39889° пн. ш. 110.01152° сх. д.
Далад (кит. 达拉特旗, пін. Dálātè Qí, трансліт. Dalad) — один із повітів КНР у складі префектури Ордос, Внутрішня Монголія. Адміністративний центр — містечко Шуліньчжао.

## Географія
Далад лежить на висоті близько 1000 метрів над рівнем моря у пустелі Хобг всередині ордоського закруту Хуанхе.

### Клімат
Хошун знаходиться у зоні, котра характеризується кліматом тропічних степів. Найтепліший місяць — липень із середньою температурою 23,2 °C. Найхолодніший місяць — січень, із середньою температурою -11,7 °С.
| Клімат хошуну Далад     | Клімат хошуну Далад | Клімат хошуну Далад | Клімат хошуну Далад | Клімат хошуну Далад | Клімат хошуну Далад | Клімат хошуну Далад | Клімат хошуну Далад | Клімат хошуну Далад | Клімат хошуну Далад | Клімат хошуну Далад | Клімат хошуну Далад | Клімат хошуну Далад | Клімат хошуну Далад |
| Показник                | Січ.                | Лют.                | Бер.                | Квіт.               | Трав.               | Черв.               | Лип.                | Серп.               | Вер.                | Жовт.               | Лист.               | Груд.               | Рік                 |
| Середній максимум, °C   | −4,2                | 1,1                 | 8,5                 | 17,7                | 24,3                | 28,6                | 29,9                | 27,4                | 22,8                | 15,6                | 5,5                 | −2,4                | 14,6                |
| Середня температура, °C | −11,7               | −6,7                | 1                   | 10                  | 17,1                | 21,6                | 23,2                | 20,9                | 15,3                | 7,8                 | −1,8                | −9,3                | 7,3                 |
| Середній мінімум, °C    | −17,7               | −12,9               | −5,4                | 2,3                 | 9,3                 | 14,2                | 16,9                | 15,1                | 8,9                 | 1,6                 | −7,2                | −14,7               | 0,9                 |
| Норма опадів, мм        | 1.7                 | 2.8                 | 9.7                 | 11.4                | 29.5                | 34.5                | 81.3                | 79.3                | 38.8                | 16.8                | 3.6                 | 1.9                 | 311.3               |
| Вологість повітря, %    | 59                  | 51                  | 44                  | 36                  | 39                  | 47                  | 61                  | 67                  | 64                  | 58                  | 56                  | 58                  | 53.3                |
| ----------------------- | ------------------- | ------------------- | ------------------- | ------------------- | ------------------- | ------------------- | ------------------- | ------------------- | ------------------- | ------------------- | ------------------- | ------------------- | ------------------- |
| Джерело: data.cma.cn    |                     |                     |                     |                     |                     |                     |                     |                     |                     |                     |                     |                     |                     |